# Kanadas Grand Prix 1996

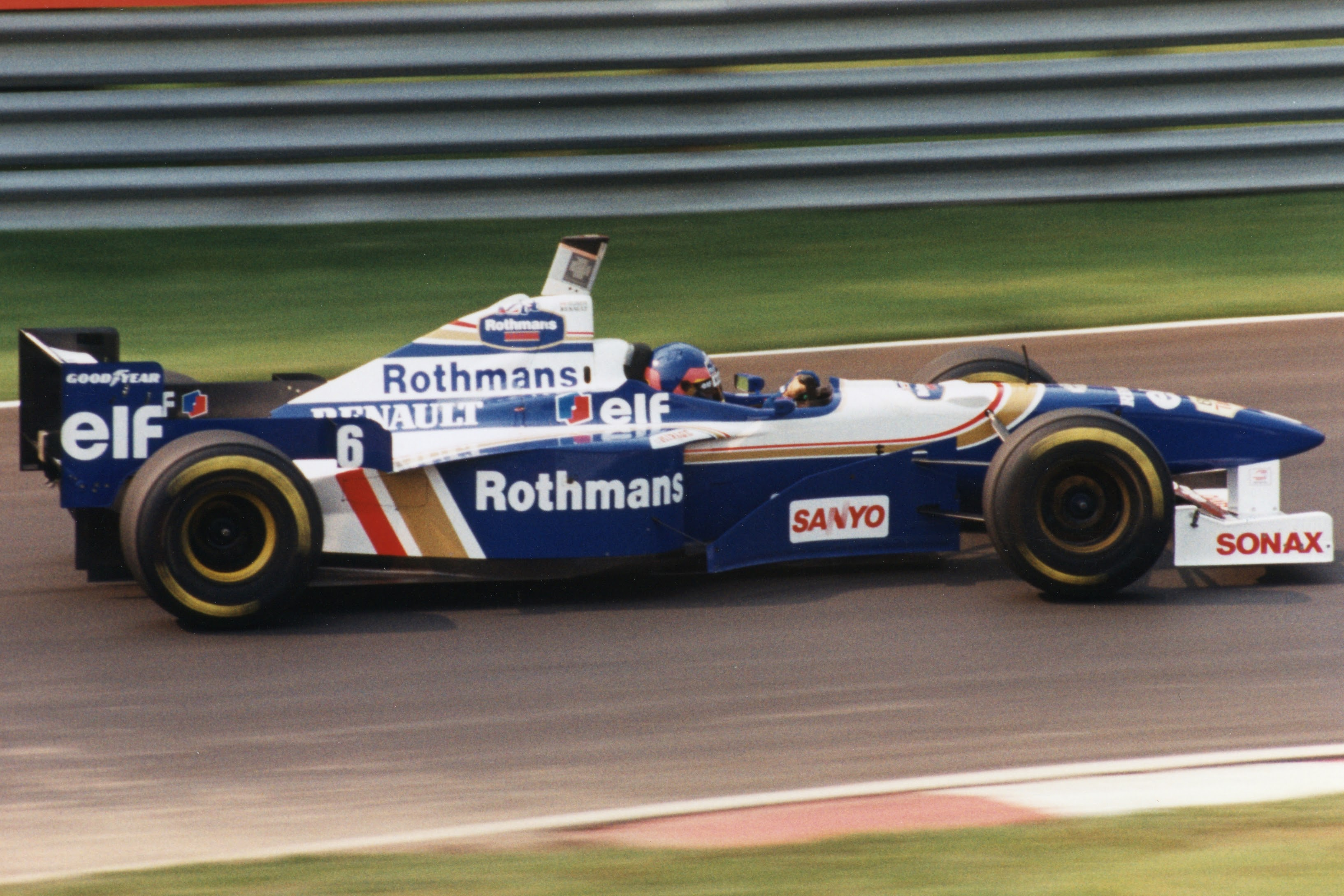
Hemmaföraren Jacques Villeneuve satte snabbaste varv och körde in på en andra plats.

Kanadas Grand Prix 1996, officiellt XXXIV Grand Prix Molson du Canada, var ett Formel 1-lopp som kördes 16 juni 1996 på Circuit Gilles Villeneuve i Montréal i Kanada. Loppet var det åttonde av sammanlagt sexton deltävlingar ingående i Formel 1-säsongen 1996 och kördes över 69 varv.

## Resultat
1. Damon Hill, Williams-Renault, 10 poäng
2. Jacques Villeneuve, Williams-Renault, 6
3. Jean Alesi, Benetton-Renault, 4
4. David Coulthard, McLaren-Mercedes, 3
5. Mika Häkkinen, McLaren-Mercedes, 2
6. Martin Brundle, Jordan-Peugeot, 1
7. Johnny Herbert, Sauber-Ford
8. Giancarlo Fisichella, Minardi-Ford

### Förare som bröt loppet
- Pedro Lamy, Minardi-Ford (varv 44, kollision)
- Luca Badoer, Forti-Ford (44, växellåda)
- Gerhard Berger, Benetton-Renault (42, snurrade av)
- Michael Schumacher, Ferrari (41, bakaxel)
- Olivier Panis, Ligier-Mugen Honda (39, motor)
- Mika Salo, Tyrrell-Yamaha (39, motor)
- Pedro Diniz, Ligier-Mugen Honda (38, motor)
- Rubens Barrichello, Jordan-Peugeot (22, koppling)
- Andrea Montermini, Forti-Ford (22, elsystem)
- Heinz-Harald Frentzen, Sauber-Ford (19, växellåda)
- Jos Verstappen, Footwork-Hart (10, motor)
- Ricardo Rosset, Footwork-Hart (6, kollision)
- Ukyo Katayama, Tyrrell-Yamaha (6, kollision)
- Eddie Irvine, Ferrari (1, upphängning)

## VM-ställning
| Förarmästerskapet 1. Damon Hill, Williams-Renault, 53 2. Jacques Villeneuve, Williams-Renault, 32 3. Michael Schumacher, Ferrari, 26 | Konstruktörsmästerskapet 1. Williams-Renault, 85 2. Ferrari, 35 3. Benetton-Renault, 28 |